# Aulotrachichthys atlanticus
Aulotrachichthys atlanticus is een straalvinnige vissensoort uit de familie van de zaagbuikvissen (Trachichthyidae). De wetenschappelijke naam van de soort is voor het eerst geldig gepubliceerd in 1971 door Menezes.